# ベラ・ベラ
ベラ・ベラ（Bela-Bela）は、南アフリカ共和国の都市。リンポポ州に属する。人口45,001人（2001年）。旧名はウォームバス（Warmbaths）であるが、2002年に改称された。ベラ・ベラとはツワナ語で「沸騰する壺」の意味である。ツワナ語や英語での地名の通り、ベラ・ベラには豊富な温泉が湧出しており、温泉町としてリゾート地となっている。ベラ・ベラの温泉は水温52°Cで、1時間あたり22000リットルの湧出量がある。